# Azuchi-Momoyama-Zeit

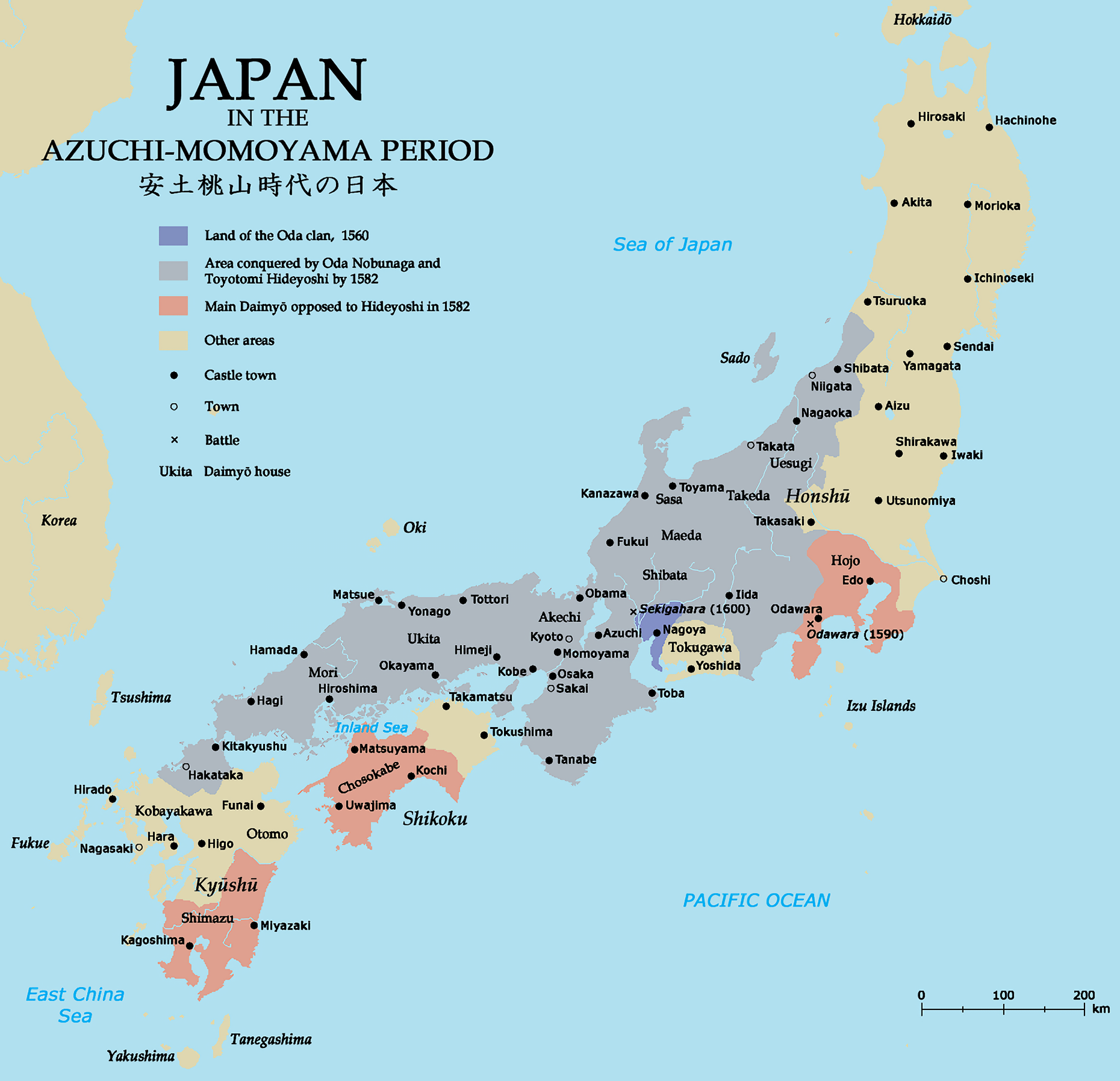
Japan während der Azuchi-Momoyama-Zeit

Die Azuchi-Momoyama-Zeit (japanisch 安土桃山時代 Azuchi Momoyama jidai; 1573–1603) ist die Epoche der Reichseiniger Oda Nobunaga und Toyotomi Hideyoshi, als diese das Japan der streitenden Reiche (Sengoku-jidai) militärisch zu vereinigen begannen. Nach diesen beiden wird sie auch Shokuho-Zeit (織豊時代 Shokuho jidai) genannt. Mit Tokugawa Ieyasu als drittem Reichseiniger wird diese Zeit auch Epoche der drei Reichseiniger genannt.
Benannt ist dieser Abschnitt der japanischen Geschichte nach Oda Nobunagas Festung Azuchi und Toyotomi Hideyoshis Residenz in Fushimi (Momoyama). Die Burg Azuchi zeigte die Veränderungen in der Wehrtechnik deutlich, da sie in ihrem Aufbau das Aufkommen von Feuerwaffen und die Belagerung durch Massenheere berücksichtigte. Die Burgstadt Momoyama zeigte Charakteristiken der in der Edo-Zeit aufkommenden Stadt als Zentrum von Handel und Kultur. In diese Zeit fällt auch die Periode des Nanban-Handels, in der ein reger Austausch Japans mit anderen Ländern stattfand, bevor sich das Land nach außen abschloss.

## Aufstieg und Fall Oda Nobunagas
Oda Nobunaga, der seine Karriere als kleiner Daimyō mit dem Sieg in der Schlacht von Okehazama begann, setzte sich mit seinen Truppen und den überlegenen Schusswaffen gegen die Daimyō in seiner Umgebung durch und nahm im Jahr 1568 Kyōto ein, wo er einen Ashikaga-Shōgun (Yoshihide) gegen einen anderen, ihm gewogenen (Yoshiaki) austauschte. Er eroberte das Kinki-Gebiet und erpresste die Stadt Sakai, um seine Kriegskasse zu füllen.
Als Nächstes ging Oda Nobunaga gegen die drei mächtigen Klöster Kōfuku-ji, Enryaku-ji und Kōya-san vor, die über große Ländereien und über eigene Truppen aus Söldnern und bewaffneten Mönchen verfügten. 1571 ließ er den Tempel in Enryakuji niederbrennen. Andere Tempel schlossen daraufhin ein Friedensbündnis mit ihm. Der Einfluss der Klöster, der seit dem 8. Jahrhundert in Kyōto bestand, war damit gebrochen. 1573 marschierte er wieder in Kyōto ein, um Ashikaga Yoshiaki abzusetzen. Diesmal schaffte er das Shogunat ganz ab. 
Die Azuchi-Momoyama-Zeit wird entweder ab 1568 mit Nobunagas Einmarsch in Kyōto oder 1573 mit der Absetzung des Shoguns angesetzt, und auch das genaue Enddatum und der Übergang in die Edo-Zeit sind nicht eindeutig auf ein Datum festgelegt worden.
siehe auch:
- Sengoku-Zeit
- Edo-Zeit

Weitere Schlachten, Brandschatzungen und Massenmorde folgten, bis Oda Nobunaga im Jahr 1582 von seinem Vasallen Akechi Mitsuhide überfallen und zum Selbstmord gezwungen wurde (laut Inoue, nach anderen Quellen wurde er ermordet). Bis zu seinem Tod hatte Oda Nobunaga Zentraljapan unter seine Kontrolle gebracht und dort alle wichtigen Konkurrenten ausgeschaltet. Die Eroberung der Peripherie geschah nun durch seine Nachfolger.

## Vereinigung unter Toyotomi Hideyoshi
Toyotomi Hideyoshi, ein Bauernsohn, übernahm Oda Nobunagas Position und führte den Einigungsprozess mit dem Schwert fort. Beeindruckt von seinem 230.000 Mann starken Heer unterwarfen sich viele Daimyō freiwillig. 1590 gab es einen letzten Krieg gegen die Hōjō-Nachfahren. Innerhalb von 8 Jahren hatte Toyotomi Hideyoshi die Einigung Japans vollendet.
Durch Toyotomi Hideyoshis Geschick im Interessenausgleich der Daimyō stabilisierte sich die Verwaltungsstruktur langsam. Es gab wieder Landvermessungen, der Landesbesitz wurde festgelegt und neue Steuern und Abgaben wurden gefordert. Trotzdem gab es keinen Frieden. Gegen Bauernaufstände musste Toyotomi mit Gewalt vorgehen. Er trennte die Bauern und Fußsoldaten strenger und zwang Bauern in ihren Dörfern zu bleiben. Die Oberschicht des Militärs, die Samurai, erhielt neue Aufgaben: Sie sollten für Einigung des Landes und Frieden sorgen. Der Handel mit Portugal bestand immer noch und so kamen vermehrt christliche Missionare ins Land. Ihre Bekehrungen waren besonders bei den Bauern, die nichts besaßen, erfolgreich. Sie boten z. B. eine kostenlose medizinische Versorgung an. 1582 gab es schätzungsweise 150.000 Christen und 200 Kirchen. Die Mächtigen im Lande sahen dies jedoch mit Sorge und versuchten das Christentum zu verbannen, da im Süden des Landes religiös motivierte Unruhen durch radikalisierte christliche Konvertiten die Region destabilisierten. Durch Berichte aus Kontinentalasien kippte die positive Stimmung den Europäern gegenüber, es kam zu Verfolgungen und Massenhinrichtungen.
Toyotomi Hideyoshis Ehrgeiz machte vor den Grenzen Japans nicht halt: Im Imjin-Krieg schickte er eine Armee von 200.000 Mann nach Korea, damit dieses Heer China erobert. Der Feldzug wurde jedoch noch vor der Koreanisch-Chinesischen Grenze gestoppt. Mit der Erfindung des Schildkrötenschiffs vernichtet der koreanische Admiral Yi Sun-Sin die japanische Nachschubflotte. Trotzdem sollte der Konflikt bis zu Hideyoshis Tod 1598 andauern. Eine gängige Überlegung sagt, dass Hideyoshi nie ernsthaft an einen Sieg glaubte, sondern die vielen Soldaten der Sengoku-Zeit zum Sterben fortschickte, um eine Quelle potentieller Rebellionen zu entsorgen. 1598 starb Toyotomi Hideyoshi und seine Generäle brachen den Feldzug ab. Hideyoshis Pläne, mit seinen noch minderjährigen Kindern eine Dynastie zu installieren, scheiterten.

## Schlacht von Sekigahara
Tokugawa Ieyasu, einer von Hideyoshis Generälen, riss die Nachfolge an sich. In der Schlacht von Sekigahara im Jahr 1600 setzte er sich gegen seine verbündeten Rivalen durch und legte so den Grundstein für Vorherrschaft des Hauses Tokugawa. Diese neue geschichtliche Periode wird als Edo-Zeit bezeichnet und dauerte bis zur Meiji-Restauration an.
Da dem Tennō durch die Jahrhunderte hindurch formal das Recht verblieben war, Shogune zu ernennen, konnte sich Ieyasu erst 1603 mit dem Titel schmücken. Bereits 1605 gab er ihn an seinen Sohn weiter, um seine Familie fest zu etablieren. Er zog sich nach Sumpu, heute Shizuoka, zurück, regierte aber indirekt weiter. In seiner Regentschaft legte er den Grundstein für inneren und äußeren Frieden, in dem er die vorhandenen Mächte in Japan durch ein ausgeklügeltes System balancierte.

## Kunstgeschichte
Die von Nobunaga und Hideyoshi erbauten prächtige Burgen in Azuchi am Biwa-See und Burg Fushimi auf dem Momoyama südlich von Kyoto, die auch innen künstlerisch ausgestaltet waren, beeinflussten die Kunst im ganzen Lande. Heute ist daher die Azuchi-Momoyama-Zeit bzw. einfach Momoyama-Zeit ein fester Begriff in der japanischen Kunstgeschichte, wie bei der Momoyama-Genremalerei.